# Miomantis helenae
Miomantis helenae är en bönsyrseart som beskrevs av Giglio-tos 1914. Miomantis helenae ingår i släktet Miomantis och familjen Mantidae. Inga underarter finns listade i Catalogue of Life.